# I liga polska w piłce nożnej plażowej (2019)
I liga piłki nożnej plażowej 2019 – 8. edycja rozgrywek drugiego poziomu ligowego piłki nożnej plażowej mężczyzn w Polsce, po raz trzeci przeprowadzona bez podziału na grupy północną oraz południową. W rozgrywkach udział wzięło 9 drużyn, grając systemem kołowym. Mistrzem została po raz drugi w historii, drużyna KP Rapid Lublin, uzyskując tym samym awans do Ekstraklasy. Drugim zespołem który awansował, został beniaminek ligi, FC Toruń.

## Gospodarze boisk
| Miasto    | Turniej    | Zdjęcie |
| --------- | ---------- | ------- |
| Białystok | I turniej  |         |
| Toruń     | II turniej |         |

## Drużyny
| Uczestnicy poprzedniej edycji                                                                                 | Uczestnicy poprzedniej edycji   | Uczestnicy poprzedniej edycji | Uczestnicy poprzedniej edycji |
| --- | ------------------------------- | ----------------------------- | ----------------------------- |
| RAP | KP Rapid Lublin                 | 3                             |                               |
| TYK | Hetman Tykocin                  | 4                             |                               |
| HEI | Heiro Rzeszów                   | 5                             |                               |
| ZGO | Zgoda Chodecz Beach Soccer Team | 6                             |                               |
| SOŚ | Sośnica Gliwice                 | 7                             |                               |
| TOR | FC Toruń                        | -                             |                               |
| KOT | Kotwica Kołobrzeg               | -                             |                               |
| TER | BSC Termy Poddębice             | -                             |                               |
| Spadek z Ekstraklasy                                                                                          |                                 |                               |                               |
| ZDR | Vita Sport Zdrowie Garwolin     | 10                            |                               |
| Oznaczenia: - kolumna pierwsza – skróty nazw drużyn, - kolumna trzecia – miejsce zajęte w poprzednim sezonie. |                                 |                               |                               |

### Tabela
| Miejsce | Drużyna                         | Mecze | Punkty | Zwyc. | Zw.pd. | Zw. pk. | Por. | Bramki | +/- |
| ------- | ------------------------------- | ----- | ------ | ----- | ------ | ------- | ---- | ------ | --- |
| 1.      | KP Rapid Lublin                 | 8     | 21     | 7     | 0      | 0       | 1    | 52-25  | +27 |
| 2.      | FC Toruń                        | 8     | 16     | 5     | 0      | 1       | 2    | 52-30  | +22 |
| 3.      | Zdrowie Garwolin                | 8     | 15     | 5     | 0      | 0       | 3    | 51-32  | +19 |
| 4.      | Hetman Tykocin                  | 8     | 15     | 5     | 0      | 0       | 3    | 64-44  | +20 |
| 5.      | Heiro Rzeszów                   | 8     | 11     | 3     | 1      | 0       | 4    | 49-55  | -6  |
| 6.      | BSC Termy Poddębice             | 8     | 10     | 3     | 0      | 1       | 4    | 43-45  | -2  |
| 7.      | Sośnica Gliwice                 | 8     | 6      | 2     | 0      | 0       | 6    | 32-65  | -33 |
| 8.      | Zgoda Chodecz Beach Soccer Team | 8     | 6      | 2     | 0      | 0       | 6    | 47-51  | -4  |
| 9.      | Kotwica Kołobrzeg               | 8     | 3      | 1     | 0      | 0       | 7    | 30-76  | -46 |

Legenda do tabeli:
- Zwyc. – zwycięstwa
- Zw. pd. – zwycięstwa po dogrywce (za dwa punkty)
- Zw. pk. – zwycięstwa po rzutach karnych (za jeden punkt)
- Por. – porażki
- +/− – różnica bramek